# Gant doré (receveur)
Le Gant doré (en anglais Gold Glove) est un prix décerné annuellement depuis 1957 aux joueurs des Ligues majeures de baseball qui ont démontré les meilleures qualités défensives.
Chaque année, 18 Gants dorés sont attribués, un pour chaque position de chaque ligue.
Le trophée associé au prix est commandité par Rawlings, une compagnie américaine spécialisée dans la commercialisation de produits associés au baseball. Le titre officiel du prix est Rawlings Gold Glove Award.

## Liste complète des gagnants
En 1957, première année où les Gants dorés sont décernés, un seul prix est remis à chaque position, indépendamment de la ligue majeure dans lequel le lauréat évolue. À partir de 1958, un Gant doré est remis au receveur s'étant le plus illustré en défensive dans la Ligue nationale, et un Gant doré équivalent dans la Ligue américaine. Dans le tableau ci-dessous, le nombre de prix remportés par les lauréats multiples est indiqué entre parenthèses.
| Année | Ligue nationale     | Équipe (s)               | Ligue américaine    | Équipe (s)              |
| ----- | ------------------- | ------------------------ | ------------------- | ----------------------- |
| 1957  | —                   | —                        | Sherm Lollar (1)    | White Sox de Chicago    |
| 1958  | Del Crandall (1)    | Braves de Milwaukee      | Sherm Lollar (2)    | White Sox de Chicago    |
| 1959  | Del Crandall (2)    | Braves de Milwaukee      | Sherm Lollar (3)    | White Sox de Chicago    |
| 1960  | Del Crandall (3)    | Braves de Milwaukee      | Earl Battey (1)     | Senators de Washington  |
| 1961  | Johnny Roseboro (1) | Dodgers de Los Angeles   | Earl Battey (2)     | Twins du Minnesota      |
| 1962  | Del Crandall (4)    | Braves de Milwaukee      | Earl Battey (3)     | Twins du Minnesota      |
| 1963  | Johnny Edwards (1)  | Reds de Cincinnati       | Elston Howard (1)   | Yankees de New York     |
| 1964  | Johnny Edwards (2)  | Reds de Cincinnati       | Elston Howard (2)   | Yankees de New York     |
| 1965  | Joe Torre           | Braves de Milwaukee      | Bill Freehan (1)    | Tigers de Détroit       |
| 1966  | Johnny Roseboro (2) | Dodgers de Los Angeles   | Bill Freehan (2)    | Tigers de Détroit       |
| 1967  | Randy Hundley       | Cubs de Chicago          | Bill Freehan (3)    | Tigers de Détroit       |
| 1968  | Johnny Bench (1)    | Reds de Cincinnati       | Bill Freehan (4)    | Tigers de Détroit       |
| 1969  | Johnny Bench (2)    | Reds de Cincinnati       | Bill Freehan (5)    | Tigers de Détroit       |
| 1970  | Johnny Bench (3)    | Reds de Cincinnati       | Ray Fosse (1)       | Indians de Cleveland    |
| 1971  | Johnny Bench (4)    | Reds de Cincinnati       | Ray Fosse (2)       | Indians de Cleveland    |
| 1972  | Johnny Bench (5)    | Reds de Cincinnati       | Carlton Fisk        | Red Sox de Boston       |
| 1973  | Johnny Bench (6)    | Reds de Cincinnati       | Thurman Munson (1)  | Yankees de New York     |
| 1974  | Johnny Bench (7)    | Reds de Cincinnati       | Thurman Munson (2)  | Yankees de New York     |
| 1975  | Johnny Bench (8)    | Reds de Cincinnati       | Thurman Munson (3)  | Yankees de New York     |
| 1976  | Johnny Bench (9)    | Reds de Cincinnati       | Jim Sundberg (1)    | Rangers du Texas        |
| 1977  | Johnny Bench (10)   | Reds de Cincinnati       | Jim Sundberg (2)    | Rangers du Texas        |
| 1978  | Bob Boone (1)       | Phillies de Philadelphie | Jim Sundberg (3)    | Rangers du Texas        |
| 1979  | Bob Boone (2)       | Phillies de Philadelphie | Jim Sundberg (4)    | Rangers du Texas        |
| 1980  | Gary Carter (1)     | Expos de Montréal        | Jim Sundberg (5)    | Rangers du Texas        |
| 1981  | Gary Carter (2)     | Expos de Montréal        | Jim Sundberg (6)    | Rangers du Texas        |
| 1982  | Gary Carter (3)     | Expos de Montréal        | Bob Boone (3)       | Angels de la Californie |
| 1983  | Tony Peña (1)       | Pirates de Pittsburgh    | Lance Parrish (1)   | Tigers de Détroit       |
| 1984  | Tony Peña (2)       | Pirates de Pittsburgh    | Lance Parrish (2)   | Tigers de Détroit       |
| 1985  | Tony Peña (3)       | Pirates de Pittsburgh    | Lance Parrish (3)   | Tigers de Détroit       |
| 1986  | Jody Davis          | Cubs de Chicago          | Bob Boone (4)       | Angels de la Californie |
| 1987  | Mike LaValliere     | Pirates de Pittsburgh    | Bob Boone (5)       | Angels de la Californie |
| 1988  | Benito Santiago (1) | Padres de San Diego      | Bob Boone (6)       | Angels de la Californie |
| 1989  | Benito Santiago (2) | Padres de San Diego      | Bob Boone (7)       | Angels de la Californie |
| 1990  | Benito Santiago (3) | Padres de San Diego      | Sandy Alomar, Jr.   | Indians de Cleveland    |
| 1991  | Tom Pagnozzi (1)    | Cardinals de Saint-Louis | Tony Peña (4)       | Red Sox de Boston       |
| 1992  | Tom Pagnozzi (2)    | Cardinals de Saint-Louis | Iván Rodríguez (1)  | Rangers du Texas        |
| 1993  | Kirt Manwaring      | Giants de San Francisco  | Iván Rodríguez (2)  | Rangers du Texas        |
| 1994  | Tom Pagnozzi (3)    | Cardinals de Saint-Louis | Iván Rodríguez (3)  | Rangers du Texas        |
| 1995  | Charles Johnson (1) | Marlins de la Floride    | Iván Rodríguez (4)  | Rangers du Texas        |
| 1996  | Charles Johnson (2) | Marlins de la Floride    | Iván Rodríguez (5)  | Rangers du Texas        |
| 1997  | Charles Johnson (3) | Marlins de la Floride    | Iván Rodríguez (6)  | Rangers du Texas        |
| 1998  | Charles Johnson (4) | Floride et Los Angeles   | Iván Rodríguez (7)  | Rangers du Texas        |
| 1999  | Mike Lieberthal     | Phillies de Philadelphie | Iván Rodríguez (8)  | Rangers du Texas        |
| 2000  | Mike Matheny (1)    | Cardinals de Saint-Louis | Iván Rodríguez (9)  | Rangers du Texas        |
| 2001  | Brad Ausmus (1)     | Astros de Houston        | Iván Rodríguez (10) | Rangers du Texas        |
| 2002  | Brad Ausmus (2)     | Astros de Houston        | Bengie Molina (1)   | Angels d'Anaheim        |
| 2003  | Mike Matheny (2)    | Cardinals de Saint-Louis | Bengie Molina (2)   | Angels d'Anaheim        |
| 2004  | Mike Matheny (3)    | Cardinals de Saint-Louis | Iván Rodríguez (11) | Tigers de Détroit       |
| 2005  | Mike Matheny (4)    | Giants de San Francisco  | Jason Varitek       | Red Sox de Boston       |
| 2006  | Brad Ausmus (3)     | Astros de Houston        | Iván Rodríguez (12) | Tigers de Détroit       |
| 2007  | Russell Martin      | Dodgers de Los Angeles   | Iván Rodríguez (13) | Tigers de Détroit       |
| 2008  | Yadier Molina (1)   | Cardinals de Saint-Louis | Joe Mauer (1)       | Twins du Minnesota      |
| 2009  | Yadier Molina (2)   | Cardinals de Saint-Louis | Joe Mauer (2)       | Twins du Minnesota      |
| 2010  | Yadier Molina (3)   | Cardinals de Saint-Louis | Joe Mauer (3)       | Twins du Minnesota      |
| 2011  | Yadier Molina (4)   | Cardinals de Saint-Louis | Matt Wieters (1)    | Orioles de Baltimore    |
| 2012  | Yadier Molina (5)   | Cardinals de Saint-Louis | Matt Wieters (2)    | Orioles de Baltimore    |
| 2013  | Yadier Molina (6)   | Cardinals de Saint-Louis | Salvador Pérez (1)  | Royals de Kansas City   |
| 2014  | Yadier Molina (7)   | Cardinals de Saint-Louis | Salvador Pérez (2)  | Royals de Kansas City   |
| 2015  | Yadier Molina (8)   | Cardinals de Saint-Louis | Salvador Pérez (3)  | Royals de Kansas City   |
| 2016  | Buster Posey        | Giants de San Francisco  | Salvador Pérez (4)  | Royals de Kansas City   |
| 2017  | Tucker Barnhart     | Reds de Cincinnati       | Martín Maldonado    | Angels de Los Angeles   |
| 2018  | Yadier Molina (9)   | Cardinals de Saint-Louis | Salvador Pérez (5)  | Royals de Kansas City   |
| 2019  | J. T. Realmuto      | Phillies de Philadelphie | Roberto Pérez       | Indians de Cleveland    |
| 2020  | Tucker Barnhart (2) | Reds de Cincinnati       | Roberto Pérez (2)   | Indians de Cleveland    |
| 2021  | Jacob Stallings     | Pirates de Pittsburgh    | Sean Murphy         | Athletics d'Oakland     |
| 2022  | J. T. Realmuto (2)  | Phillies de Philadelphie | Jose Trevino        | Astros de Houston       |

## Gagnants les plus fréquents
Mis à jour après la saison 2020.
| - Total des Ligues majeures - Iván Rodríguez : 13, tous dans la Ligue américaine - Johnny Bench : 10, tous dans la Ligue nationale - Yadier Molina : 9, tous dans la Ligue nationale - Bob Boone : 7, dont 5 dans la Ligue américaine - Jim Sundberg : 6, tous dans la Ligue américaine |  | - Ligue nationale - Johnny Bench : 10 - Yadier Molina : 9 - Del Crandall : 4 - Charles Johnson : 4 - Mike Matheny : 4 |  | - Ligue américaine - Iván Rodríguez : 13 - Jim Sundberg : 6 - Bob Boone : 5 - Bill Freehan : 5 - Salvador Pérez : 5 |